# کورتنی جانسون (بازیکن واترپلو)
کورتنی جانسون (انگلیسی: Courtney Johnson؛ زادهٔ may ۷, ۱۹۷۴ (۵۰ سال)) ورزشکار واترپلو اهل ایالات متحده آمریکا است.
وی در مسابقات کشوری و بین‌المللی در مجموع برندهٔ ۱ مدال نقره شده‌است.